# Каса Ґурґіон
35°53′11″ пн. ш. 14°24′13″ сх. д. / 35.886483333333° пн. ш. 14.403511111111° сх. д.
Каса Ґурґіон, або Палац Єпископа — житловий будинок у Мдіні, спроєктований Андреа Вассалло для барона Джузеппе «Піну» Де Піро Ґурґіона, та є досить рідкісним зразком неоготичної архітектури на Мальті. Будинок розташований біля Собору Святого Павла та серед навколишніх будівель виділяється дивною архітектурою.

## Історія
Після руйнівного землетрусу 1693 року велика частина Мальти була відбудована. Одним із найкрасивіших прикладів є Каса Ґурґіон. Палац був закінчений у 1728 році, а фасад був добудований значно пізніше.
Дизайн унікального неоготичного будинку був добре сприйнятий публікою, хоча його також критикували, коли він був вперше представлений на початку 20 століття, оскільки його стиль погано поєднується з оточуючими будівлями у бароковому стилі. Його ошатний фасад, хитромудрий дах і помітні арки є яскравими ознаками архітектурного коріння будівлі в стилі готики.
Зверніть увагу на стрілчасті арки, вікна-троянди, різьблені орнаменти та герб лицарів-госпітальєрів, Суверенного військового Мальтійського ордену. Така форма неоготичного дизайну зазвичай притаманна для великих церков.

## Сучасність
Команда небайдужих наполегливо працює, щоб повернути Каса Ґурґіон її первісну пишність у кожному автентичному аспекті. Вони планують вшанувати спадщину та бачення барона Джузеппе «Піну» Де Піро Ґурґіона, відновивши історичні особливості та деталі цього унікального будинку як видатного архітектурного пам'ятника, закріпленого в історії Мдіни Мальти.
Планується, Каса Ґурґіон незабаром відкриє свої двері для відвідувачів.

## Галерея

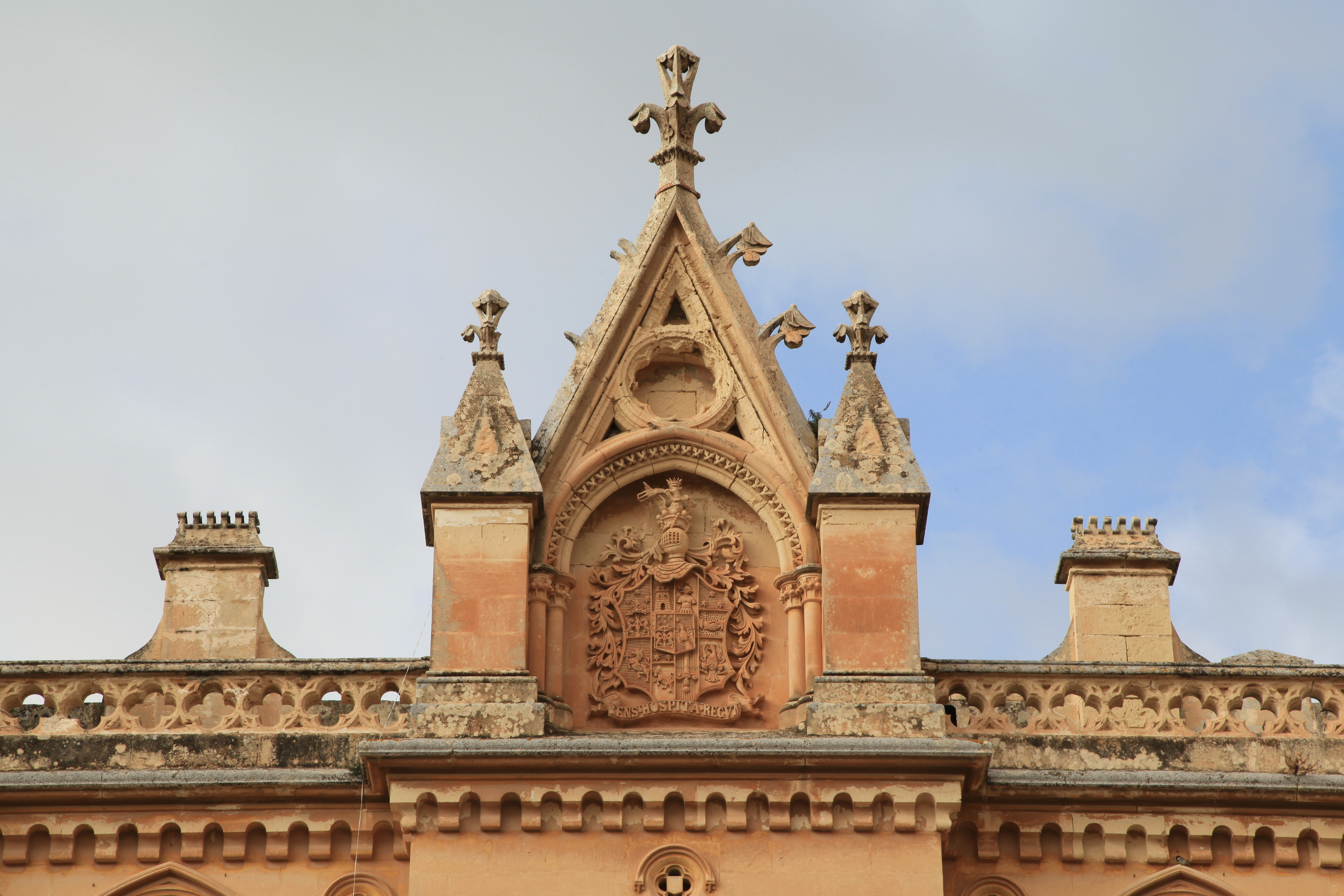
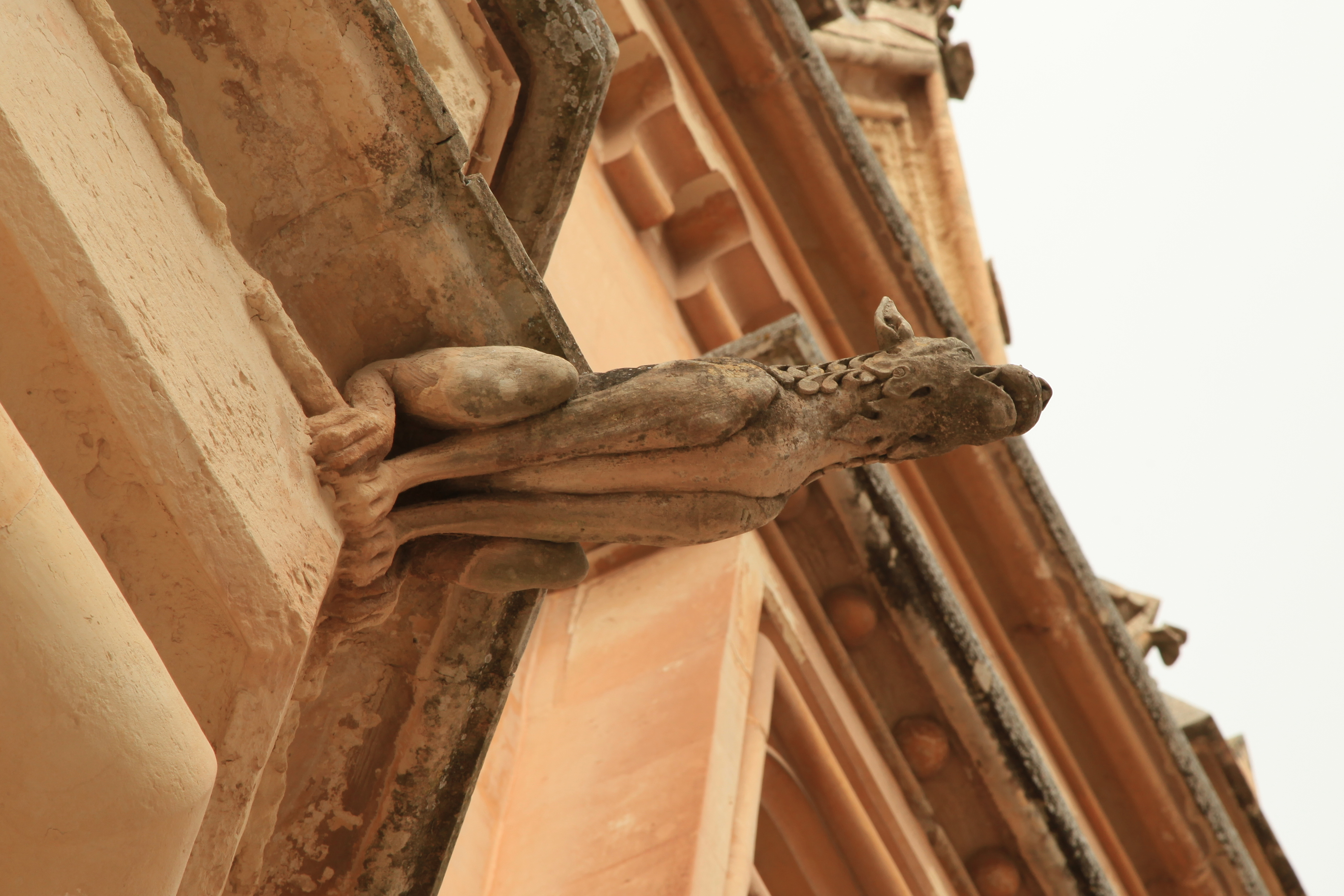
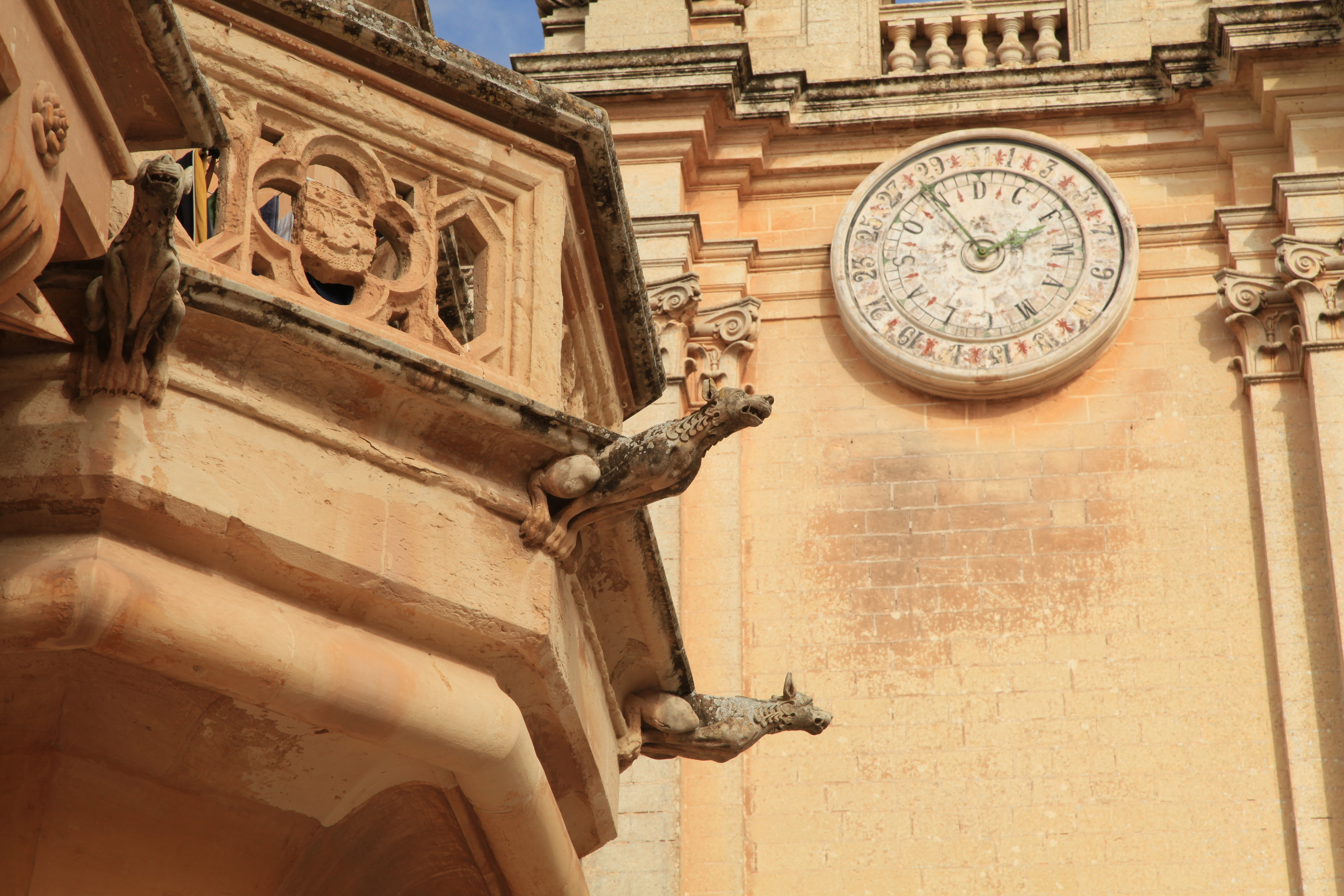
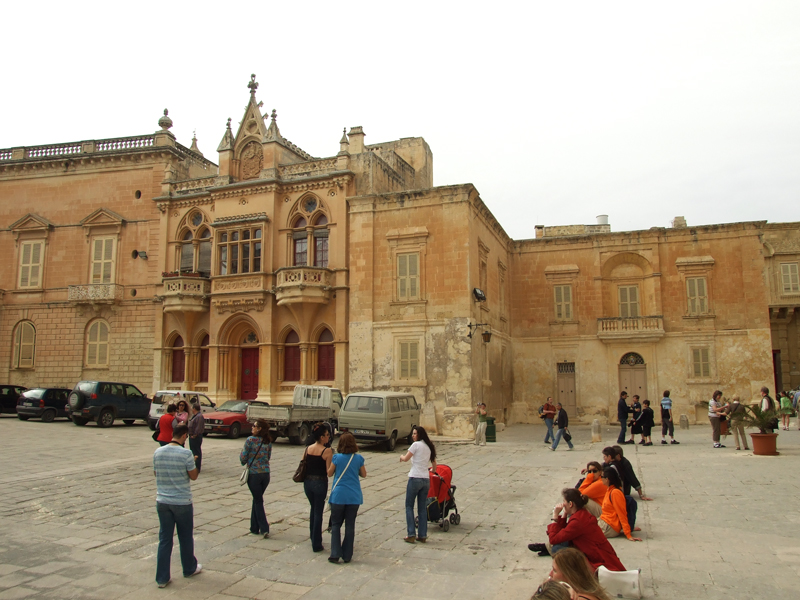